# Bob Armstrong
Joseph James (Marietta, 3 de outubro de 1939- 27 de agosto de 2020) foi um lutador profissional estadunidense mais conhecido pela alcunha de "Bullet" Bob Armstrong. Patriarca da família Armstrong, composta por seus quatro filhos lutadores, Armstrong lutou predominantemente em promoções do sudeste dos Estados Unidos filiadas a National Wrestling Alliance (NWA), onde conquistou diversos títulos.
Armstrong atuou como representante da NWA na NWA: Total Nonstop Action (TNA), onde também participou de alguns combates entre 2002 e 2008, e como comissário na Smoky Mountain Wrestling (SMW) onde lutou entre 1992 e 1995. Em 2011, Armstrong foi induzido ao Hall da Fama da WWE por três de seus quatro filhos.

## Carreira

### National Wrestling Alliance (1966—1988)
Durante sua carreira, Armstrong lutou predominantemente nas promoções americanas do sudeste filiadas à National Wrestling Alliance (NWA), como a Southeastern Championship Wrestling / Continental Championship Wrestling (CCW) e Mid-South Sports / Georgia Championship Wrestling (GCW). Em geral, Armstrong lutava em dupla, ganhando diversos títulos com Robert Fuller e com seus filhos Brad e Steve Armstrong. Eventualmente, Armstrong lutava como "The Bullet", uma personagem mascarado.
Como The Bullet e sob seu nome real, em 1982, 1984 e 1986, na Continental Championship Wrestling do Alabama, Armstrong enfrentou Ric Flair pelo Campeonato Mundial dos Pesos-Pesados da NWA em algumas ocasiões, sendo derrotado ou vencendo por desqualificação, o que lhe impossibilitava de tornar-se o campeão. Bob e Brad Armstrong participaram do torneio de duplas Crockett Cup de 1987, derrotando Ivan Koloff e Vladimir Petrov na primeira rodada e Arn Anderson e Kevin Sullivan na segunda, antes de serem eliminados por Tully Blanchard e Lex Luger.

### Smoky Mountain Wrestling (1992—1995)
A partir de 1992, Armstrong passou a lutar pela Smoky Mountain Wrestling (SMW) de Jim Cornette, com quem iniciou uma rivalidade. Ele e seus filhos Scott e Steve Armstrong derrotaram Cornette e os Heavenly Bodies (Jimmy del Ray e Tom Prichard) em julho e agosto de 1993, culminando em lutas em jaulas de ferro entre Bob e Cornette e um combate entre Armstrong e o representante de Cornette, The Ninja, na qual o perdedor deveria deixar a companhia. Armstrong foi derrotado, mas retornou como o mascarado "The Bullet". Logo, Cornette voltou a enfrentá-lo, agora com veteranos como Dick Murdoch, Kevin Sullivan e Terry Funk como parceiros. Com eles sendo derrotado por Bullet, Cornette contratou Bruiser Bedlam, que derrotou Bullet algumas vezes em abril de 1994. Nessa época, Cornette tentava tirar de Armstrong o cargo de comissário da SMW.

### Total Nonstop Action (2002—2003; 2005—2006; 2008)
Armstrong apareceu no primeiro pay-per-view online da NWA: Total Nonstop Action (TNA) e, 19 de junho de 2002 como uma das lendas da luta sendo atacadas por Jeff Jarrett. Além de agente nos bastidores da empresa, Armstrong fazia aparições ocasionais como o representante da NWA, separando brigas, como a de Scott Hall e K-Krush em 17 de julho e confrontando Ken Shamrock por ele atacar a equipe de seguranças na semana seguinte. Em 14 de agosto, Armstrong deixou vago o campeonato mundial de duplas da NWA após controvérsia no combate entre Jerry Lynn & AJ Styles versus Jarrett & Ron Killings, antes conhecido como K-Krush. Ele também anunciou que Killings deveria defender o título mundial dos pesos-pesados da NWA contra Monty Brown na semana seguinte, que Styles e Lynn se enfrentariam por uma chance pelo Campeonato X e que Jarrett enfrentaria um oponente surpresa na semana seguinte. O oponente acabou sendo um lutador imitando "The Bullet", antiga identidade de Armstrong. A rivalidade continuou na semana seguinte, com Jarrett espancando o impostor e usando uma cadeira contra Armstrong. O impostor se revelou em 18 de setembro como BG James, filho de Armstrong.
Armstrong anunciou um torneio pelo título mundial, fazendo do produtor Don Harris o árbitro da luta entre BG James e seu irmão, Ron Harris. Durante o combate, Armstrong acusou Don de proteger o irmão, o que causou uma disputa entre os Harris e os Armstrongs, levando BG James a vencer o combate. Com a formação da facção Sports Entertainment Xtreme de Vince Russo com os Harris, Armstrong tentou formar uma coalizão com Killings e BG James. James, no entanto, acabou traindo Killings, o atacando e se unindo ao grupo. Na semana seguinte, James acabou nocauteando seu pai com uma cadeira durante um combate contra Killings. Em 8 de janeiro de 2003, Russo ordenou que James atacasse o pai, mas Killings e Jerry Lynn o salvaram. Em 12 de fevereiro, Armstrong foi substituído como representante da NWA por James J. Dillon.
Armstrong retornou à TNA em 3 de dezembro de 2005, congratulando o grupo 4 Live Kru (BG James, Kip James, Killings e Konnan). Com a separação do grupo, Armstrong passou a tentar fazer com que Killings voltasse às boas com os membros do grupo. Quando isso falhou, Armstrong tentou falar com Konna, e acabou atacado por ele, Homicide e Apollo, a recém formada Latin American Xchange. No Against All Odds, a James Gang (Kip e BG James) derrotou Homicide e Machete, da Latin American Xchange. Depois do combate, Armstrong impediu um ataque de Konnan, Machete e Homicide contra a James Gang. Ele os salvou novamente em 25 de fevereiro e, no Destination X, se aliou a BG e Kip para derrotar Konnan, Machete e Homicide. No iMPACT! de 8 de abril, Hernandez interferiu em uma luta de braço de ferro entre Armstrong e Konnan, atacando Armstrong e se aliando à LAX. Em uma revanche no Lockdown, Armstrong derrotou Konnan e, como estipulado previamente, lhe foi permitido usar um cinto para bater em Konnan.
No iMPACT! de 17 de janeiro de 2008, Armstrong foi revelado como o parceiro de BG James para defender o Campeonato de Duplas da TNA no Against All Odds. No evento, eles perderam o título para AJ Styles e Tomko. Armstrong e Kip James enfrentaram Tomko e Styles no iMPACT! de 21 de fevereiro, que acabou com James usando uma muleta de BG para trair Armstrong, o atacando e depois, atacando BG.

## Vida pessoal
James é pai de quatro filhos, todos lutadores: Brian, mais conhecido como "Road Dogg" Jesse James, campeão hardcore, intercontinental e seis vezes campeão de duplas (cinco vezes mundial e uma vez da WWE) pela World Wrestling Federation/WWE, onde hoje é produtor; Joseph, mais conhecido como "Scott Armstrong", ex-árbitro e atualmente produtor na WWE; Brad, falecido em 2012, diversas vezes campeão na National Wrestling Alliance (NWA) e na World Championship Wrestling (WCW), além de ter atuado como comentarista e produtor na WWE; e Steve, uma vez campeão estadunidense de duplas da WCW.

## Na luta profissional
- Movimentos de finalização
  - Georgia Jaw Breaker[2][5]
- Alcunhas
  - "Bullet"[34]
- Temas de entrada
  - "Bullets to Bones" por Dale Oliver (TNA)[35]

## Títulos e prêmios
- American Wrestling Federation
  - AWF Tag Team Championship (1 vez)[5] – com Luke Goldberg
- Championship Wrestling from Florida
  - NWA Southern Heavyweight Championship (versão da Flórida) (1 vez)[36]
- Southeastern Championship Wrestling
  - NWA Continental Heavyweight Championship (4 vezes)[37]
  - CWF Tag Team Championship (1 vez)[38] – com Brad Armstrong
  - NWA Alabama Heavyweight Championship (5 vezes)[39]
  - NWA Southeastern Heavyweight Championship (7 vezes)[40]
  - NWA Southeastern Heavyweight Championship (divisão sulista) (3 vezes)[41]
  - NWA Southeastern Tag Team Championship (9 vezes)[42] – com Robert Fuller (3), Jos LeDuc (2), Ken Lucas (1), Brad Armstrong (2) e Steve Armstrong (1)
  - NWA Southeastern 6-Man Tag Team Championship (1 vez)[43] – com Brad e Steve Armstrong
  - NWA Southeastern Tag Team Championship (divisão sulista) (1 vez)[44] – com Robert Fuller
  - NWA North American Heavyweight Championship (versão da Flórida e Geórgia) (1 vez)[45]
- Mid-South Sports / Georgia Championship Wrestling
  - NWA Columbus Heavyweight Championship (4 vezes)[46]
  - NWA Columbus Tag Team Championship (1 vez)[47] – com Robert Fuller
  - NWA Georgia Tag Team Championship (5 vezes)[48] – com Robert Fuller (4) e Dick Steinborn (1)
  - NWA Georgia Television Championship (2 vezes)[49]
  - NWA Macon Heavyweight Championship (1 vez)[50]
  - NWA Macon Tag Team Championship (6 vezes)[51] – com Paul DeMarco (1), El Mongol (1), Bill Dromo (3) e Argentina Apollo (1)
  - NWA National Tag Team Championship (1 vez)[52] – com Brad Armstrong
  - NWA Southern Heavyweight Championship (versão da Geórgia) (1 vez)[53]
  - NWA Southeastern Tag Team Championship (versão da Geórgia) (4 vezes)[54] – com El Mongol (1), Bill Dromo (1) e Roberto Soto (2)
- NWA Mid-America / Continental Wrestling Association
  - NWA Mid-America Heavyweight Championship (3 vezes)[55]
  - NWA Southern Heavyweight Championship (versão Mid-America / Memphis) (4 vezes)[56]
  - NWA: Wrestle Birmingham
  - Wrestle Birmingham Tag Team Championship (1 vez)[57] – com Scott Armstrong
- Pro Wrestling Illustrated
  - PWI o colocou na #272ª posição dos 500 melhores lutadores individuais em 1995[58]
- WWE
  - Hall da Fama da WWE (Classe de 2011)[2][34]